# Die Blutgräfin (Hohlbein)
Die Blutgräfin ist ein 2004 erschienener historisch-phantastischer Roman von Wolfgang Hohlbein und der sechste Band der Chronik der Unsterblichen. Die Geschichte um zwei Vampire auf der Suche nach dem Geheimnis ihrer Herkunft spielt im Osteuropa des 16. Jahrhunderts.

## Handlung
Auf ihrer Reise durch Europa stoßen die Vampire Andrej Delãny und Abu Dun auf ein abgelegenes Dorf, dessen Bewohner behaupten, von einer bösartigen Frau terrorisiert zu werden, die in der Ruine eines abgelegenen Herrenhauses wohnt. Diese „Blutgräfin“ wird vom Bauern Ulric für das Verschwinden mehrerer junger Frauen verantwortlich gemacht, während andere in ihr eine Wohltäterin sehen. Die beiden Krieger machen sich auf die Suche nach der Frau, stoßen aber im Wald zuerst auf eine riesenhafte weiße Eule und wenig später auf einen mysteriösen Krieger namens Blanche.
Als sie schließlich das verfallene Herrenhaus der Blutgräfin erreichen, stellt Andrej fassungslos fest, dass es sich bei ihr um niemand anderen handelt als Maria, seine große Liebe, die er seit Jahrzehnten für tot hielt.

## Hintergrund
Dieser Band der Chronik der Unsterblichen greift zwar einige Aspekte der Legende um die sogenannte „Blutgräfin“ Erzsébet Báthory auf, stellt sie aber größtenteils in einem völlig anderen Zusammenhang dar. Wie auch im Falle des Vlad III. Drăculea sind die blutigen Geschichten über die Gräfin großteils nicht belegt und ihre zahllosen Morde wohl in anderer Weise als allgemein vermutet verübt worden. Auch die Behauptung, sie habe im Blut ihrer Opfer gebadet, ist völlig unbelegt.

## Ausgaben
- Wolfgang Hohlbein: Die Blutgräfin, vgs 2004, ISBN 3-8025-3372-0
- Wolfgang Hohlbein: Die Blutgräfin, Ullstein 2004, ISBN 3-548-26156-6
- Wolfgang Hohlbein: Die Blutgräfin, Lyx Verlag 2008, ISBN 3-8025-8182-2